# Cachaça

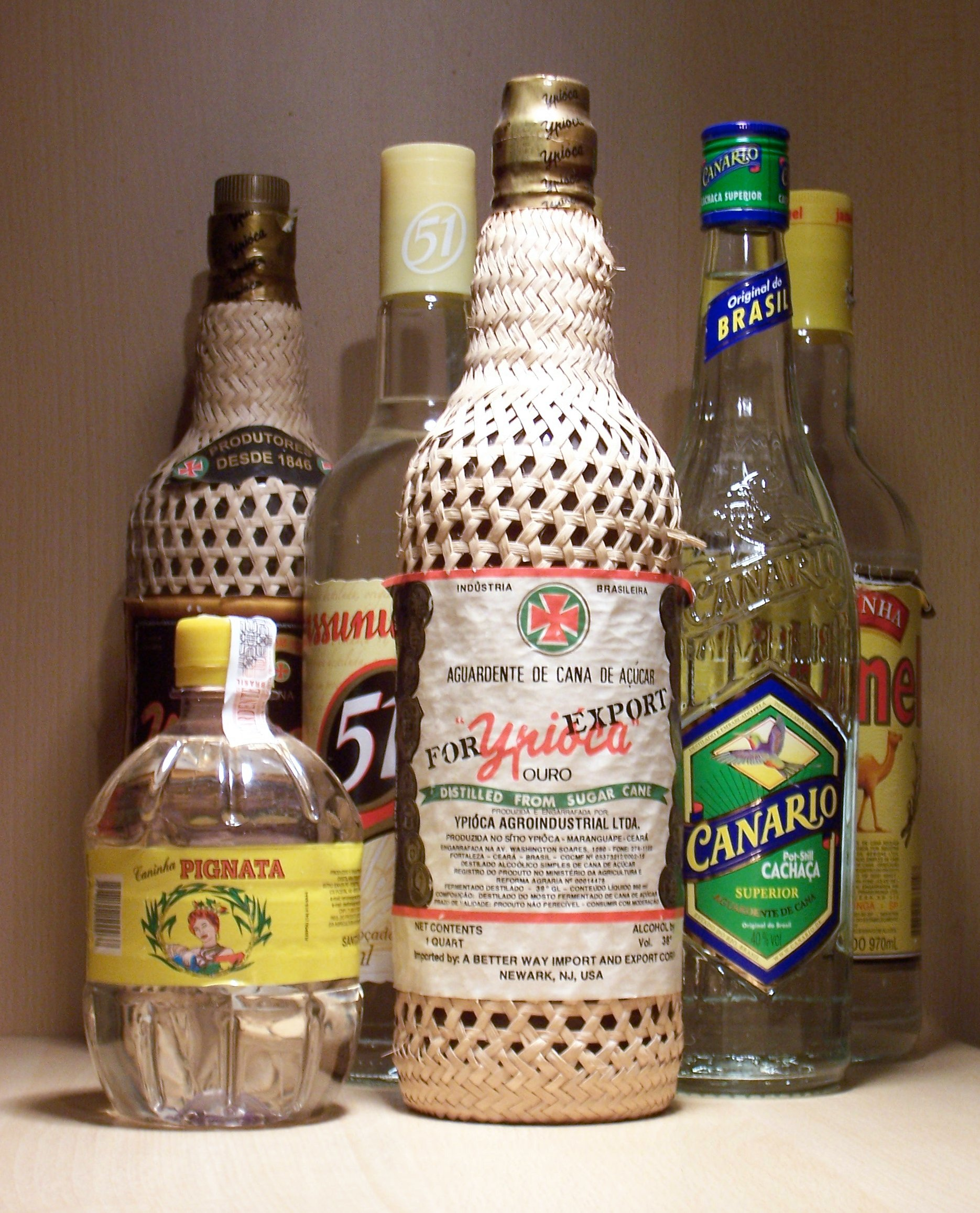
Vài thương hiệu cachaça

Cachaça (phát âm tiếng Bồ Đào Nha: [kaˈʃasɐ])  là một loại rượu chưng cất được làm từ nước mía lên men. Còn được gọi là pinga, caninha, và nhiều tên khác, nó là loại rượu phổ biến nhất trong số các loại đồ uống có cồn chưng cất ở Brazil. Bên ngoài Brazil, cachaça hầu như chỉ được sử dụng như một thành phần trong các món uống nhiệt đới, với caipirinha là loại cocktail nổi tiếng nhất. Ở Brazil, caipirinha thường được kết hợp với món ăn feijoada.

## Lịch sử
Sản xuất đường hầu hết được người Bồ Đào Nha chuyển từ đảo Madeira sang Brazil vào thế kỷ 16. Ở Madeira, aguardente de cana được làm bằng cách chưng cất mía. Nồi ủ từ Madeira được đưa đến Brazil để làm ủ loại rượi ngày nay được gọi là cachaça.
Quá trình này bắt đầu từ năm 1532, khi một trong số thực dân Bồ Đào Nha mang những khúc mía đầu tiên đến Brazil từ Madeira. Cachaça chỉ có thể được sản xuất ở Brazil, nơi, theo số liệu năm 2007, 1.500.000.000 lít (396.000.000 gal Mỹ; 330.000.000 gal Anh) được tiêu thụ hàng năm, so với 15.000.000 lít (3.960.000 gal Mỹ; 3.300.000 gal Anh) ngoài nước. Rượu thường có độ cồn từ 38% đến 48% theo thể tích. Khi tự chế, rượu có thể mạnh như mong muốn của người chưng cất. Lên đến sáu gram mỗi lít đường có thể được thêm vào.
Các số liệu từ năm 2003 cho thấy 1,3 tỷ lít cachaça được sản xuất mỗi năm; chỉ 1% trong số này được xuất khẩu (chủ yếu sang Đức).

## Sản xuất

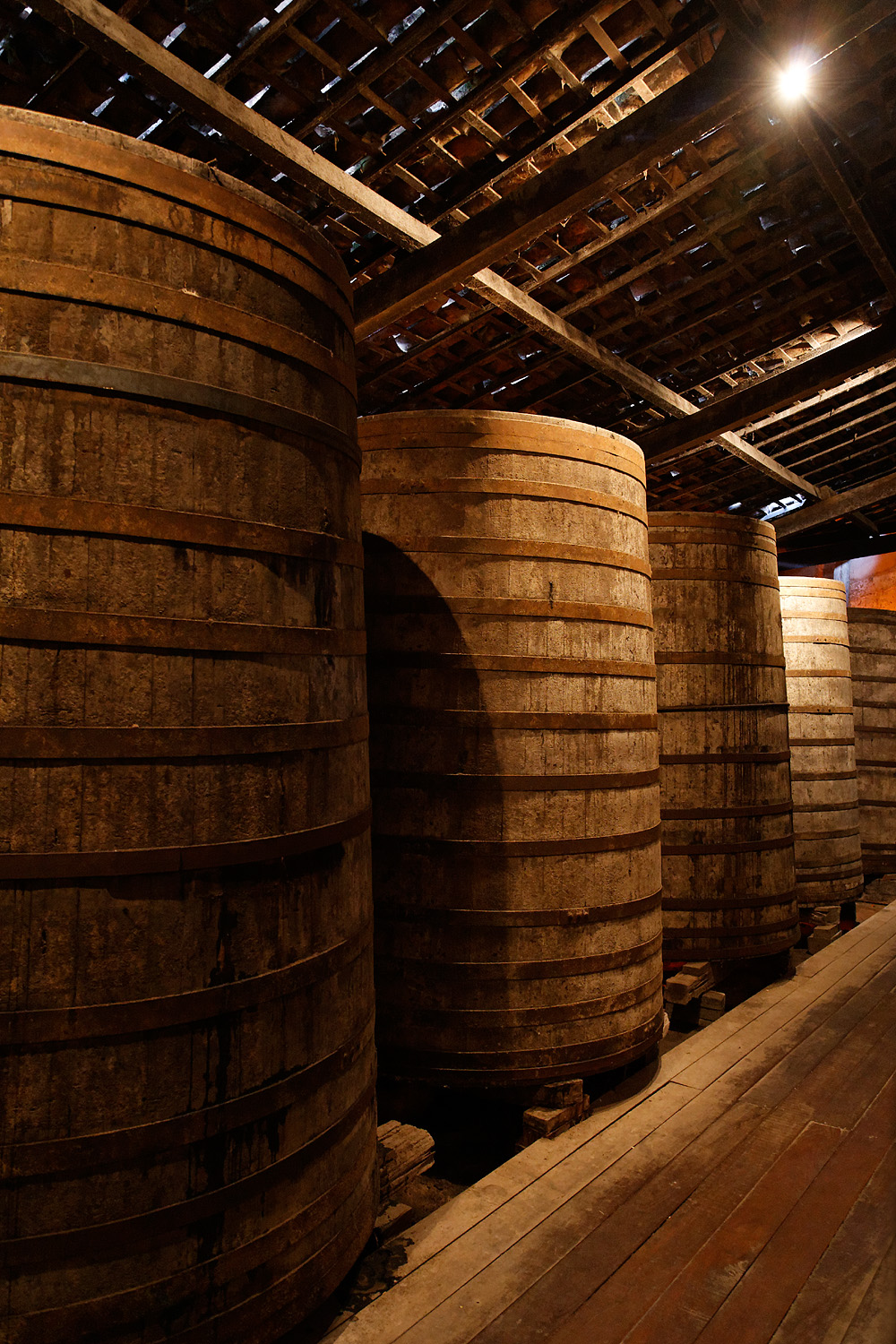
Thùng tô nô chứa rượu cachaça

Cachaça, giống như rượu rum, có hai loại: chưa già (tiếng Bồ Đào Nha: branca, "trắng" hoặc prata, "bạc") và già (amarela, "vàng" hoặc ouro, "vàng"). Cachaça trắng thường được đóng chai ngay sau khi chưng cất và có xu hướng rẻ hơn, một số nhà sản xuất ủ nó đến 12 tháng trong thùng gỗ để đạt được hỗn hợp mịn hơn. Nó thường được sử dụng như một thành phần trong caipirinha và các loại đồ uống hỗn hợp khác. Cachaça sẫm màu, thường được coi là loại "cao cấp", được ủ trong thùng gỗ và được dùng để uống một cách gọn gàng (thường ủ đến 3 năm mặc dù một số cachaça "siêu cao cấp" đã được ủ tới 15 năm). Hương vị của nó bị ảnh hưởng bởi loại gỗ dùng đòng thùng.
Các khu vực khá quan trọng ở Brazil, nơi nồi ủ cachaça chất lượng được sản xuất như Cha Grande ở bang Pernambuco, Salinas ở bang Minas Gerais, Paraty tại bang Rio de Janeiro, Monte Alegre do Sul ở bang São Paulo và Abaíra ở bang Bahia. Ngày nay, các nhà sản xuất cachaça có thể phân bố ở hầu hết các khu vực của Brazil và vào năm 2011 đã có hơn 40.000 trong số đó.

## Từ đồng nghĩa
Trong hơn bốn thế kỷ lịch sử, cachaça đã tích lũy các từ đồng nghĩa và biệt danh sáng tạo do người dân Brazil đặt ra. Một số từ này được tạo ra với mục đích đánh lừa sự giám sát của thanh tra trong những ngày cachaça bị cấm ở Brazil; đồ uống đã cạnh tranh với grappa chưng cất của Châu Âu. Có hơn hai nghìn từ để chỉ sản phẩm chưng cất quốc gia Brazil. Một số biệt danh này là: abre-coração (mở trái tim), água-benta (nước thánh), bafo-de-tigre (hơi thở hổ) và limpa-olho (rửa mắt).

## Sự khác biệt với rượu rum
Vào đầu thế kỷ XVII, các nhà sản xuất đường từ các thuộc địa châu Âu khác nhau ở châu Mỹ đã sử dụng phụ phẩm của đường, mật mía và cặn bã làm nguyên liệu sản xuất rượu mạnh. Nước giải khát kết quả được biết đến với một số tên: ở các thuộc địa của Anh, nó được đặt tên là rum; ở Pháp, tafia; ở Tây Ban Nha, aguardiente de caña; ở Bồ Đào Nha (Brazil), aguardente da terra, aguardente de cana và sau này là cachaça.
Sự khác biệt chính giữa cachaça và rượu rum  là rum thường được làm từ mật mía, một phụ phẩm sau khi nhà máy lọc đun sôi nước mía để chiết xuất càng nhiều tinh thể đường càng tốt, trong khi cachaça được làm từ nước mía tươi, lên men và chưng cất. Một số loại rượu rums — đặc biệt là rhum agricole của vùng Caribê thuộc Pháp — cũng được tạo ra bằng quy trình thứ hai. Cachaça còn được gọi là rượu rum Brazil.
Tại Hoa Kỳ, cachaça được công nhận là một loại rượu rum và sản phẩm đặc trưng của Brazil sau khi một thỏa thuận được ký kết vào năm 2013  với Brazil, trong đó họ sẽ loại bỏ việc sử dụng thuật ngữ rượu rum Brazil.